# The Blade (film)
The Blade (刀, Dao) è un film del 1995 diretto da Tsui Hark.

## Trama
Ding-on è un orfano che lavora in una fonderia di metallo impiegata per la fabbricazione di spade; il suo capo è un fabbro, un uomo burbero che lui chiama Maestro, amico e socio del suo defunto padre. Assieme a lui nella fabbrica lavorano anche molti altri ragazzi, tutti raccattati dalla strada dal Maestro quand'erano bambini, e che per questo considerano l'uomo come un vero e proprio padre; il Maestro, oltre a farli lavorare duramente ogni giorno per insegnar loro tutti i segreti di un mestiere considerato prezioso, cerca anche di dar loro della disciplina, trattandoli in maniera molto severa. Ding-on, che per via del proprio carattere estremamente mite non è molto ben considerato dagli altri ragazzi, è comunque molto amico del loro leader, Testa di Ferro (così chiamato per via della sua testa dura, che lo porta spesso ad essere molto ostinato e a volte a scontrarsi col Maestro), che è ammirato da tutti gli altri ragazzi, i quali lo considerano il futuro successore del Maestro. Il Maestro, vedovo, ha una figlia, Ling (che è la narratrice della storia), una ragazza piuttosto svampita che vive oziando, annoiandosi e perdendosi nelle proprie fantasie; la fanciulla, che vive assieme al padre ed all'anziana nonna, è attratta sia da Ding-on che da Testa di Ferro, fantastica su una possibile storia con uno dei due, ma non sa chi scegliere.
Un giorno, Ding-on e Testa di Ferro, recatisi nel villaggio limitrofo (un posto molto pericoloso, infestato da delinquenti pronti ad attaccar briga con tutti allo scopo di derubarli) per delle compere, assistono estasiati ad un combattimento di un monaco che, mediante l'uso delle arti marziali, respinge una banda di teppisti; questi ultimi però, in seguito, riescono ad avere la meglio sul monaco, che aveva combattuto lealmente, in maniera scorretta e lo uccidono brutalmente per vendetta. Testa di Ferro allora, in preda all'ira, dichiara la propria identità e provoca i teppisti, sfidandoli e dando loro una lezione, forte della sua grande possenza fisica. Nonostante Testa di Ferro abbia intimato a Ding-on di non riferire quanto accaduto, quest'ultimo, considerandosi in debito per la vita col Maestro, cede subito alle sue domande; quando l'uomo viene a sapere del comportamento sconsiderato di Testa di Ferro, si infuria e, dopo averlo sgridato davanti a tutti, lo punisce duramente. Testa di Ferro comincia a nutrire del rancore contro Ding-on per averlo tradito, e così fanno anche gli altri ragazzi, che cominciano a disprezzarlo apertamente; la situazione diviene ancor più tesa quando il Maestro, annunciando un suo imminente ritiro, comunica a tutti i lavoratori la sua decisione di fare di Ding-on il suo successore. Con grande dispiacere di Ding-on, gli altri ragazzi protestano, indignati, ma il Maestro fa valere la sua autorità, intimando loro di rispettare la sua decisione, o dovranno andarsene dalla fonderia.
Quella stessa notte, Ding-on, spiando la bella Ling, ascolta inavvertitamente una conversazione tra la ragazza e la propria nonna, scoprendo come morì suo padre: l'uomo fu ucciso in duello, quando lui era bambino, per salvare il proprio amico, il padre di Ling, da Flying Dragon, un famigerato assassino ricoperto di tatuaggi e dalla tecnica invincibile, che consisteva nel "volare". Ding-on, sconvolto e desideroso di vendicare la morte del proprio padre, ne recupera l'arma (una grossa spada spezzata che era appesa nella fonderia in suo ricordo), e fugge. Ling, scoperta la fuga di Ding-on, si accorge di provare dei sentimenti per lui e, sconvolta, cerca di raggiungerlo, ma viene notata da una banda di delinquenti, che le sbarra la strada con l'intenzione di abusare di lei; sentendo le urla di aiuto di Ling, Ding-on torna indietro, precipitandosi a salvarla. Grazie alla propria forza fisica ed al micidiale moncone di spada, Ding-on sbaraglia i teppisti, che però riescono, tirandogli una grossa tagliola con catena, ad amputargli il braccio destro.
In preda al dolore, il ragazzo precipita in un dirupo e sviene. Venuti a sapere dell'accaduto da Ling, Testa di Ferro e gli altri cercano Ding-on ma, trovando solo il suo braccio, si convincono che sia morto, divorato dalle bestie. Non appena Ding-On si risveglia, scopre di trovarsi in un'umile baracca, in mezzo al nulla, in cui vive Blackie, una giovane contadina un po' matta e perennemente sporca di cenere, che lo ha salvato, trascinandolo fin lì e curando le sue ferite. Non appena Ding-on si ristabilisce, vedendo che la sua mutilazione non gli consente di maneggiare una spada, decide di abbandonare la sua ricerca di vendetta, seppellisce la spada di suo padre nei pressi della baracca, pensando che forse è meglio se gli altri lo credono morto perché, in fondo, Testa di Ferro merita più di lui il posto di nuovo Maestro. Così, il ragazzo comincia a tentare di condurre una vita normale con Blackie, aiutandola come può nelle faccende. Ling e Testa di Ferro, convinti che Ding-on sia ancora vivo, decidono di partire alla sua ricerca, vagando di città in città alla ricerca del ragazzo. Durante questi viaggi, Ling diventa gradualmente più disillusa dalla vita e dalle persone in generale, specialmente dopo aver visto Testa di Ferro approfittare di una prostituta che aveva salvato in precedenza. Nel frattempo, Ding-on, che ha trovato lavoro in un ristorante, scopre che Flying Dragon frequenta regolarmente quel locale e comincia a provare una forte rabbia mista a frustrazione, perché capisce che in quello stato non potrà mai più vendicarsi.
La tranquilla esistenza di Ding-on e Blackie viene sconvolta dall'arrivo di una banda di banditi, che bruciano la loro baracca, catturano l'inerme Ding-on, lo legano a testa in giù e lo picchiano senza pietà. Il giorno dopo, scavando tra le macerie semicarbonizzate della sua casa, Blackie scopre un nascondiglio, al cui interno si trova un manuale di arti marziali. Ding-on si eccita per l'importante scoperta e, una volta apertolo, scopre che insegna una tecnica di spada da praticare con un solo braccio. Ding-on decide di studiare il manuale utilizzando il braccio sinistro, ma si rende conto immediatamente di non possedere una spada e di non potersi permettere di acquistarne una; così, dissotterra la spada spezzata di suo padre e comincia ad allenarsi. A causa del suo handicap e dell'incompletezza del libro, gli sforzi di Ding-on si rivelano inizialmente vani; ma un giorno, spinto dalla rabbia e dalla disperazione, improvvisamente ha un'intuizione geniale: lega il manico della spada ad una catena, sviluppando un devastante movimento rotatorio che gli consente di compensare la sua mancanza di un braccio e la sua arma rotta. Poco tempo dopo, i banditi tornano alla baracca, ma Ding-on, sperimentando per la prima volta la letale tecnica da lui inventata, li uccide tutti rapidamente.
Il ragazzo decide così di tornare in città con Blackie, ed il suo arrivo è provvidenziale, perché salva Ling dall'ennesima aggressione da parte di criminali, ma lo fa celando la propria identità. Poco dopo, un criminale chiamato Skeleton recluta Flying Dragon perché lo aiuti a distruggere la fonderia, ordinandogli di uccidere il Maestro e tutti i suoi assistenti. Benché sia da solo contro tanti uomini armati, Flying Dragon ha rapidamente la meglio, ammazzandoli tutti uno ad uno: l'uomo infatti è in possesso di una letale tecnica sconosciuta che si basa su salti, mosse acrobatiche e il roteare rapidamente le sue affilatissime spade, che falciano gli avversari. Quando anche Testa di Ferro, nel disperato tentativo di proteggere il Maestro, ferito gravemente, sta per essere ucciso, Ding-on raggiunge la fonderia, cominciando un duello contro Flying Dragon; quest'ultimo, inizialmente in vantaggio, viene sconfitto perché non conosce la tecnica del ragazzo, essendo inventata da lui e completamente imprevedibile. Dopo aver visto che Flying Dragon è morto, Skeleton ed i suoi uomini si danno alla fuga. Ding-on, che non può più fare il fabbro, ringrazia il Maestro e se ne va via con Blackie. A questo punto, Testa di Ferro potrebbe divenire il nuovo capo della fonderia e forse sposare Ling, ma decide di andarsene, per seguire Ding-on. Il Maestro, seppur addolorato, non dice niente, perché anche lui da giovane aveva seguito il suo miglior amico (il padre di Ding-on). Col passare del tempo Ding-on e Testa di Ferro sarebbero tornati ogni anno alla fonderia a trovare Ling. Il film si chiude con un'anziana Ling che ormai sola ripensa al passato.